# Au nom de la vérité
Ne doit pas être confondu avec Au nom de la vérité (téléfilm).
 (mars 2023).
Si vous disposez d'ouvrages ou d'articles de référence ou si vous connaissez des sites web de qualité traitant du thème abordé ici, merci de compléter l'article en donnant les références utiles à sa vérifiabilité et en les liant à la section « Notes et références ».
 (janvier 2025).
Production
Diffusion
Au nom de la vérité (intitulée initialement Wham Bam Scam) est une ancienne émission de télévision française quotidienne de réalité scénarisée diffusée entre le 28 mai 2012 et le 28 avril 2016 sur TF1 et depuis le 5 juillet 2014 en rediffusions sur la chaîne nationale privée HD1, devenue ultérieurement TF1 séries films.

## Contexte
La série s'appuie sur le concept d'origine allemande de la réalité scénarisée, inauguré en France en 2011 par l’émission Le Jour où tout a basculé diffusée sur France 2. Ce dernier, au moyen notamment de codes de la télé-réalité, permet de narrer des histoires fictionnelles avec des coûts de production peu élevés, avantage compétitif dans un contexte de restriction budgétaire.
La page Facebook officielle de la série propose des photos du tournage permettant de comprendre, pour certaines prises, le nombre de techniciens nécessaires.

## Diffusion
La série est initialement programmée le matin sur TF1 aux alentours de 10h de 2012 à 2016 pour les épisodes inédits et sur HD1 et NT1 pour les rediffusions. Elle disparait de la grille de TF1 à la rentrée 2016. Elle est cependant toujours rediffusée le matin sur TF1 Séries Films.

## Fiche technique
Source : IMDb
- Production : Serenity Fiction avec la participation de TF1
- Directeur Artistique : Dominique Rocher, Cendrine Genty, José Faneco
- Coordination d'écriture : Olivier Desseix, Silja Travers, Frédéric Douté
- Assistant d'écriture : Benoit Vassas Palas
- Graphisme : Naked
- Illustration musicale : Lidderdalei Productions
- Moyens techniques de tournage et de post-production : Eliote
- Pays d'origine : France
- Langue originale : Français
- Année de production : 2012

## Première saison
La saison 1 a été diffusée du 28 mai 2012 au 29 juin 2012 du lundi au vendredi à 10h50 sur TF1. Elle compte 40 épisodes.
| N° | Titre                           | Diffusion originale |
| -- | ------------------------------- | ------------------- |
| 1  | Jeu interdit                    | 28 mai 2012         |
| 2  | Un gendre troublant             | 28 mai 2012         |
| 3  | Amour toxique                   | 29 mai 2012         |
| 4  | Un enfant trop gatée            | 29 mai 2012         |
| 5  | Des photos compromettantes      | 30 mai 2012         |
| 6  | Un amour à risque               | 30 mai 2012         |
| 7  | Amour et arnaques               | 31 mai 2012         |
| 8  | Prête à tout                    | 31 mai 2012         |
| 9  | L'homme mystérieux              | 1 juin 2012         |
| 10 | Amour et chantage               | 1 juin 2012         |
| 11 | L'amour au bureau               | 4 juin 2012         |
| 12 | La riche tante                  | 4 juin 2012         |
| 13 | Un enfant inespéré              | 5 juin 2012         |
| 14 | D'amour et d'eau fraîche        | 5 juin 2012         |
| 15 | Un amour envahissant            | 6 juin 2012         |
| 16 | Un trop bel appartement         | 6 juin 2012         |
| 17 | La fiancée de trop              | 7 juin 2012         |
| 18 | Une belle mère inquiétante      | 7 juin 2012         |
| 19 | Danse de séduction              | 8 juin 2012         |
| 20 | Concurrence déloyale            | 8 juin 2012         |
| 21 | Le bel étranger                 | 11 juin 2012        |
| 22 | Vol d'identité                  | 11 juin 2012        |
| 23 | Les sœurs ennemies              | 12 juin 2012        |
| 24 | La guerre des voisines          | 12 juin 2012        |
| 25 | Crise d'ado                     | 13 juin 2012        |
| 26 | Une deuxième chance             | 13 juin 2012        |
| 27 | La mystérieuse patiente         | 14 juin 2012        |
| 28 | Un mari idéal                   | 14 juin 2012        |
| 29 | Mystère au haras                | 15 juin 2012        |
| 30 | Un mariage en danger            | 15 juin 2012        |
| 31 | L'argent ne fait pas le bonheur | 18 juin 2012        |
| 32 | Mauvaise rencontre sur le net   | 19 juin 2012        |
| 33 | Mariage en péril                | 20 juin 2012        |
| 34 | Pris au piège                   | 21 juin 2012        |
| 35 | Une mère envahissante           | 22 juin 2012        |
| 36 | Double jeu                      | 26 juin 2012        |
| 37 | Une grossesse mystérieuse       | 27 juin 2012        |
| 38 | Mystérieuse disparition         | 28 juin 2012        |
| 40 | Amour de vacances               | 29 juin 2012        |

## Deuxième saison
La saison 2 a été diffusée du 12 novembre 2013 au 18 juillet 2013 du lundi au vendredi sur TF1. Elle compte 105 épisodes.
| N°  | Titre                        | Diffusion originale |
| --- | ---------------------------- | ------------------- |
| 41  | Le marin disparu             | 12 novembre 2012    |
| 42  | Machination amoureuse        | 12 novembre 2012    |
| 43  | Maison à vendre              | 13 novembre 2012    |
| 44  | Le cœur sur la main          | 13 novembre 2012    |
| 45  | Un beau père irréprochable   | 15 novembre 2012    |
| 46  | Nouvelle vie                 | 19 novembre 2012    |
| 47  | Un pari si convoité          | 20 novembre 2012    |
| 48  | Une serveuse encombrante     | 22 novembre 2012    |
| 49  | Mystérieuse amitié           | 23 novembre 2012    |
| 50  | Une troublante stagiaire     | 26 novembre 2012    |
| 51  | Un visiteur encombrant       | 27 novembre 2012    |
| 52  | Fatale séduction             | 29 novembre 2012    |
| 53  | Trompée par sa mère          | 30 novembre 2012    |
| 54  | Un amour caché               | 3 décembre 2012     |
| 55  | Une autre femme              | 4 décembre 2012     |
| 56  | Baby blues                   | 6 décembre 2012     |
| 57  | Cours particuliers           | 7 décembre 2012     |
| 58  | Amour virtuel                | 10 décembre 2012    |
| 59  | Toujours plus sexy           | 11 décembre 2012    |
| 60  | Un odieux trafic             | 13 décembre 2012    |
| 61  | Trahie par son mari          | 14 décembre 2012    |
| 62  | La fille cachée              | 17 décembre 2012    |
| 63  | L'allumeuse                  | 18 décembre 2012    |
| 64  | Comme frère et sœur          | 20 décembre 2012    |
| 65  | Le mystérieux voyage         | 7 janvier 2013      |
| 66  | Une succession en danger     | 8 janvier 2013      |
| 67  | Un retour inattendu          | 10 janvier 2013     |
| 68  | L'amour en danger            | 11 janvier 2013     |
| 69  | Un amour de belle-mère       | 14 janvier 2013     |
| 70  | Un lourd secret              | 15 janvier 2013     |
| 71  | Philtre d'amour              | 17 janvier 2013     |
| 72  | Une voisine trop sexy        | 18 janvier 2012     |
| 73  | Jeux dangereux               | 21 janvier 2013     |
| 74  | Une famille presque parfaite | 22 janvier 2013     |
| 75  | Destination Brésil           | 24 janvier 2013     |
| 76  | L'inquiétude d'une mère      | 25 janvier 2013     |
| 77  | Un mystérieux patissier      | 28 janvier 2013     |
| 78  | Violence conjuguale          | 29 janvier 2013     |
| 79  | Mensonges et fiançailles     | 31 janvier 2013     |
| 80  | Un mari ambitieux            | 1er février 2013    |
| 81  | Soupçons d'adultère          | 4 février 2013      |
| 82  | Crise de la quarentaine      | 5 février 2013      |
| 83  | Vols en série                | 7 février 2013      |
| 84  | Double identité              | 8 février 2013      |
| 85  | Harcélement                  | 11 février 2013     |
| 86  | Au bord de la folie          | 12 février 2013     |
| 87  | Jalousie en entreprise       | 14 février 2013     |
| 88  | La beauté à tout prix        | 15 février 2013     |
| 89  | Des photos embarassantes     | 18 février 2013     |
| 90  | Un amour de jeunesse         | 18 février 2013     |
| 91  | Triangle amoureux            | 19 février 2013     |
| 92  | Une liaison colorée          | 19 février 2013     |
| 93  | Escort girl                  | 21 février 2013     |
| 94  | Prédictions amoureuses       | 21 février 2013     |
| 95  | Un cœur à prendre            | 22 février 2013     |
| 96  | Jalousie                     | 22 février 2013     |
| 97  | L'employée dévouée           | 25 février 2013     |
| 98  | Mauvaise fréquentation       | 26 février 2013     |
| 99  | Un beau mariage              | 26 février 2013     |
| 100 | L'enlèvement                 | 28 février 2013     |
| 101 | De père inconnu              | 28 février 2013     |
| 102 | Une belle-mère envahissante  | 1er mars 2013       |
| 103 | Promotion canapé             | 1er mars 2013       |
| 104 | Une mère très accueillante   | 4 mars 2013         |
| 105 | Abus de pouvoir              | 4 mars 2013         |
| 106 | Un fils envahissant          | 5 mars 2013         |
| 107 | Le secret d'un père          | 7 mars 2013         |
| 108 | Un divorce soudain           | 8 mars 2013         |
| 109 | L'hôtesse de l'air           | 11 mars 2013        |
| 110 | Un divorce douloureux        | 12 mars 2013        |
| 111 | L'arnaqueur                  | 15 mars 2013        |
| 112 | Sous influence               | 18 mars 2013        |
| 113 | Photos sexy                  | 19 mars 2013        |
| 114 | Jalousies entre sœurs        | 22 mars 2013        |
| 115 | Un rôle sexy                 | 25 mars 2013        |
| 116 | Bijoux volés                 | 26 mars 2013        |
| 117 | Un ami sur qui compter       | 29 mars 2013        |
| 118 | Une ado en danger            | 1er avril 2013      |
| 119 | Prisonnier du passé          | 4 avril 2013        |
| 120 | La rose piquante             | 8 avril 2013        |
| 121 | Le retour d'une ex           | 9 avril 2013        |
| 122 | Intime voisinage             | 11 avril 2013       |
| 123 | L'ange gardien               | 12 avril 2013       |
| 124 | Avis de recherche            | 15 avril 2013       |
| 125 | Vols en famille              | 16 avril 2013       |
| 126 | Cœurs brisés                 | 18 avril 2013       |
| 127 | L'étudiante allemande        | 19 avril 2013       |
| 128 | Un ami trop proche           | 22 avril 2013       |
| 129 | Le secret d'un homme         | 23 avril 2013       |
| 130 | Chien en danger              | 25 avril 2013       |
| 131 | Un ouvrier trop sexy         | 26 avril 2013       |
| 132 | La maison hanté              | 16 mai 2013         |
| 133 | Séducteur malgré lui         | 27 mai 2013         |
| 134 | Un couple en danger          | 28 mai 2013         |
| 135 | Le macho                     | 1er juillet 2013    |
| 136 | La fiancée du clown          | 2 juillet 2013      |
| 137 | Un nouveau départ            | 4 juillet 2013      |
| 138 | Un jeune espoir              | 5 juillet 2013      |
| 139 | La fausse fiancé             | 8 juillet 2013      |
| 140 | Jalousie maladive            | 9 juillet 2013      |
| 141 | Une ado complexée            | 11 juillet 2013     |
| 142 | Par amour                    | 12 juillet 2013     |
| 143 | L'apprentie styliste         | 15 juillet 2013     |
| 144 | Le prof de guitare           | 16 juillet 2013     |
| 145 | La robe de mariée            | 18 juillet 2013     |

## Troisième saison
La saison 3 a été diffusée du 5 novembre 2013 au 27 mai 2015 du lundi au vendredi sur TF1. Elle compte 76 épisodes.
| N°  | Titre                            | Diffusion originale |
| --- | -------------------------------- | ------------------- |
| 146 | Une fiancé trop généreuse        | 5 novembre 2013     |
| 147 | L'orpheline                      | 5 novembre 2013     |
| 148 | Un enfant non désiré             | 7 novembre 2013     |
| 149 | Manipulations amoureuses         | 8 novembre 2013     |
| 150 | Un mystérieux musicien           | 12 novembre 2013    |
| 151 | Une troublante fiancée           | 12 novembre 2013    |
| 152 | L'ombre d'un père                | 14 novembre 2013    |
| 153 | Double vie                       | 15 novembre 2013    |
| 154 | Un bel amoureux                  | 18 novembre 2013    |
| 155 | Aveuglée par amour               | 19 novembre 2013    |
| 156 | La mystérieuse employée          | 21 novembre 2013    |
| 157 | Une mère autoritaire             | 21 novembre 2013    |
| 158 | Copains d'enfance                | 22 novembre 2013    |
| 159 | Une grossesse impossible         | 23 novembre 2013    |
| 160 | Abus de confiance                | 25 novembre 2013    |
| 161 | Un restaurant convoité           | 26 novembre 2013    |
| 162 | Un mari absent                   | 29 novembre 2013    |
| 163 | L'arriviste                      | 2 décembre 2013     |
| 164 | Jeux d'argent                    | 3 décembre 2013     |
| 165 | Mauvaise fille                   | 5 décembre 2013     |
| 166 | Relation impossible              | 6 décembre 2013     |
| 167 | Une prof trop envahissante       | 9 décembre 2013     |
| 168 | Le client mystère                | 10 décembre 2013    |
| 169 | La manipulation d'une ex         | 12 décembre 2013    |
| 170 | Un admirateur secret             | 13 décembre 2013    |
| 171 | Une cohabitation difficile       | 16 décembre 2013    |
| 172 | Les mensonges d'un fils          | 17 décembre 2013    |
| 173 | Confiance aveugle                | 19 décembre 2013    |
| 174 | Pour le meilleur et pour le pire | 20 décembre 2013    |
| 175 | La mystérieuse héritière         | 17 mars 2014        |
| 176 | L'ombre d'un amant               | 17 mars 2014        |
| 177 | Ma petite épicerie               | 18 mars 2014        |
| 178 | Un régime dangereux              | 18 mars 2014        |
| 179 | Un mariage trop organisé         | 20 mars 2014        |
| 180 | Un colocataire très convoité     | 20 mars 2014        |
| 181 | Accusation d'adultère            | 21 mars 2014        |
| 182 | Manipulations en entreprise      | 21 mars 2014        |
| 183 | La vie à deux                    | 24 mars 2014        |
| 184 | Un mari macho                    | 25 mars 2014        |
| 185 | Un irrésistible client           | 27 mars 2014        |
| 186 | Trahison au menu                 | 28 mars 2014        |
| 187 | Une associée très secrète        | 31 mars 2014        |
| 188 | Un petit ami indésirable         | 1er avril 2014      |
| 189 | Une ado rebelle                  | 3 avril 2014        |
| 190 | Une mère en trop                 | 4 avril 2014        |
| 191 | Un ex trop craquant              | 7 avril 2014        |
| 192 | Une femme trompée                | 8 avril 2014        |
| 193 | Le rôle de sa vie                | 10 avril 2014       |
| 194 | Des parents parfaits             | 11 avril 2014       |
| 195 | Des courts très particuliers     | 14 avril 2014       |
| 196 | Echec scolaire                   | 15 avril 2014       |
| 196 | Un père trop exigent             | 17 avril 2014       |
| 197 | Un fils en danger                | 18 avril 2014       |
| 198 | Une employée parfaite            | 21 avril 2014       |
| 199 | Un petit ami idéal               | 21 avril 2014       |
| 200 | Harcelée par son ex              | 22 avril 2014       |
| 201 | La sœur cachée                   | 22 avril 2014       |
| 202 | Un élève sous pression           | 24 avril 2014       |
| 203 | L'apprenti cordonnier            | 25 avril 2014       |
| 204 | Un petit ami presque parfait     | 28 avril 2014       |
| 205 | L'ombre d'un ex                  | 29 avril 2014       |
| 206 | Privée de sortie                 | 1er mai 2014        |
| 207 | Une étrange location             | 2 mai 2014          |
| 208 | Une ado très secrète             | 5 mai 2014          |
| 209 | Un grand père exemplaire         | 6 mai 2014          |
| 210 | Le gourou                        | 8 mai 2014          |
| 211 | La prédatrice                    | 12 mai 2014         |
| 212 | Un divorce couteux               | 13 mai 2014         |
| 213 | Un couple en sursis              | 15 mai 2014         |
| 214 | Une amie bienveillante           | 16 mai 2014         |
| 215 | Un coach trop sexy               | 19 mai 2014         |
| 216 | Trahi par son frère              | 20 mai 2014         |
| 217 | L'espoir d'un père               | 22 mai 2014         |
| 218 | Une réputation sulfureuse        | 23 mai 2014         |
| 219 | Un célibat intriguant            | 26 mai 2014         |
| 220 | Un mystérieux recrutement        | 27 mai 2014         |

## Épisodes - Saison 4
31 épisodes diffusés. (80 d'après la numérotation)
- Épisode 1
- Épisode 2 - L'ange gardien
  - Durée : 26 min
- Épisode 3 - Vols en famille
  - Durée : 24 min
- Épisode 4
- Épisode 5 - Intime voisinage
  - Durée : 26 min
- Épisode 6 - Cœurs brisés
  - Durée : 26 min
- Épisode 7 - Un ami trop proche
  - Durée : 25 min
- Épisode 8 - Le secret d'un homme
  - Durée : 25 min
- Épisode 9 - L'étudiante allemande
  - Durée : 26 min
- Épisode 10 - Un couple en danger
  - Durée : 26 min
- Épisode 11
- Épisode 12 - Un nouveau départ
  - Durée : 26 min
- Épisode 13 - Par amour
  - Durée : 26 min
- Épisode 14 - Chien en danger
  - Durée : 25 min
- Épisode 15 - Un ouvrier trop sexy
  - Durée : 26 min
- Épisode 16 - Jalousie maladive
  - Durée : 26 min
- Épisode 17
- Épisode 18 - Règlement de compte
  - Durée : 25 min (13+)[6]
- Épisode 19 - Confiance aveugle
  - Durée : 26 min
- Épisode 20
- Épisode 21
- Épisode 22
- Épisode 23 - Le macho
  - Durée : 26 min
- Épisode 24 - Une mère autoritaire
  - Durée : 26 min
- Épisode 25
- Épisode 26
- Épisode 27 - Une épouse dévouée
  - Durée : 26 min
- Épisode 28 - Une ado complexée
  - Durée : 24 min
- Épisode 29 - La robe de mariée
  - Durée : 26 min
- Épisode 30 - L'apprentie styliste
  - Durée : 26 min
- Épisode 31 - La mystérieuse héritière
  - Durée : 26 min
- Épisode 32 - Aveuglée par l'amour
  - Durée : 25 min
- Épisode 33
- Épisode 34 - Jalousie d'une sœur
- Épisode 35
- Épisode 36
- Épisode 37
- Épisode 38
- Épisode 39
- Épisode 40
- Épisode 41
- Épisode 42
- Épisode 43
- Épisode 44
- Épisode 45
- Épisode 46
- Épisode 47
- Épisode 48
- Épisode 49
- Épisode 50
- Épisode 51
- Épisode 52
- Épisode 53
- Épisode 54
- Épisode 55
- Épisode 56
- Épisode 57
- Épisode 58
- Épisode 59
- Épisode 60
- Épisode 61
- Épisode 62
- Épisode 63
- Épisode 64
- Épisode 65
- Épisode 66
- Épisode 67
- Épisode 68
- Épisode 69
- Épisode 70
- Épisode 71 - Une cohabitation difficile
  - Durée : 25 min
- Épisode 72 - Une mère sous influence
  - Durée : 26 min
- Épisode 73 - Une troublante fiancée
  - Durée : 25 min
- Épisode 74
- Épisode 75 - Un enfant non désiré
  - Durée : 25 min
- Épisode 76 - Un restaurant convoité
  - Durée : 26 min
- Épisode 77 - Double vie
  - Durée : 25 min
- Épisode 78
- Épisode 79 - Un admirateur secret
  - Durée : 22 min
- Épisode 80 - La manipulation d'une ex
  - Durée : 26 min

## Épisodes - Saison 5
109 épisodes.

## Épisodes - Saison 6
18 épisodes.

## Audience
Les deux premiers épisodes, diffusés le lundi 28 mai 2012 entre 10 h 55 et 11 h 45 ont réuni respectivement 590 000 et 710 000 téléspectateurs, soit 9,8 % et 10,3 % de parts d'audience sur les quatre ans et plus.
Le jeudi 7 mars 2013, l'émission a battu un record historique avec plus d'un million de téléspectateurs devant leur poste. L'émission n'avait jamais dépassé la barre du million. À la suite de ces résultats d'audience, TF1 diffuse depuis lors, trois épisodes par jour dès 10 h 20, Mon histoire vraie auparavant diffusée à 10 h 20 est maintenant diffusée le mercredi matin de 10 h 50 à 11 h 50.